# Есекиој (Констанца)
Есекиој (рум. Esechioi) насеље је у Румунији у округу Констанца у општини Остров. Oпштина се налази на надморској висини од 71 m.

## Становништво
Према подацима из 2002. године у насељу је живело 312 становника, од којих су сви румунске националности.